# Borussia (Schiff, 1856)
Die Borussia war ein 1856 in Dienst gestelltes Passagierschiff, das ursprünglich der HAPAG und ab 1876 der britischen Reederei Dominion Line gehörte. Es beförderte Passagiere und Fracht auf dem Nordatlantik von Liverpool zu den Vereinigten Staaten. Am 2. Dezember 1879 sank die Borussia im Nordatlantik, nachdem ein Sturm ein Leck im Rumpf verursacht hatte. Wasser drang ein und flutete den Maschinenraum, sodass das Schiff nicht mehr manövriert werden konnte. Das Schiff sank, bevor alle Rettungsboote zu Wasser gelassen werden konnten. 169 Passagiere und Besatzungsmitglieder kamen um. Nur 15 Menschen in zwei Booten überlebten.

## Das Schiff
Das 2.131 BRT große Dampfschiff Borussia wurde 1855 in Greenock (Schottland) auf der Werft von Caird & Company für die HAPAG gebaut. Sie hatte ein Schwesterschiff, die im Mai 1855 vom Stapel gelaufene Hammonia (Baunummer 37), die später ebenfalls an die Dominion Line verkauft wurde und 1873 vor den Bahamas unterging. Die Borussia hatte einen 89 m langen aus Eisen gebauten Rumpf und den Bug eines Klippers. Sie hatte drei Decks und war durch sechs Schotten in sieben wasserdichte Abteilungen aufgeteilt. Ihre drei Masten waren mit der Takelage einer Bark versehen. Sie wurde durch einen Einzelpropeller angetrieben. Ihre Passagierunterkünfte waren für 54 Fahrgäste der Ersten, 146 der Zweiten und 310 der Dritten Klasse ausgelegt.
Bevor das Schiff seinem Bestimmungszweck, dem Linienverkehr, zugeführt wurde, diente es vorübergehend als Truppentransporter im Krimkrieg. Am 1. Juni 1856 legte die Borussia zu ihrer ersten Atlantiküberquerung von Hamburg nach New York ab. Auf dieser Strecke blieb das Schiff bis zum April 1870. 1871 kam es zu Umbauten am Schiff, wobei es auch mit neuen Kesseln und Dampfmaschinen von C. A. Day & Company aus Southampton ausgestattet wurde. Anschließend setzte die HAPAG das Schiff auf der Route Hamburg–Westindische Inseln ein.
1876 wurde die Borussia an die Mississippi Steamship Company Ltd., besser bekannt als Dominion Line, verkauft. Dies war eine 1870 gegründete britische Schifffahrtsgesellschaft mit Hauptsitz in Liverpool. Dies wurde auch der neue Heimathafen der Borussia. Für die Dominion Line war die Borussia im transatlantischen Passagierverkehr eingesetzt und beförderte dabei hauptsächlich Auswanderer von Liverpool nach New Orleans. Am 9. September 1876 legte das Schiff zu seiner ersten Fahrt auf dieser Route ab. 1877 fand in New Orleans die letzte gutachterliche Inspektion des Dampfers statt.

## Untergang
Am Donnerstag, dem 20. November 1879 legte die Borussia unter Kapitän Roberts in Liverpool zu einer weiteren Überfahrt nach New Orleans über A Coruña (Spanien) und Havanna (Kuba) ab. An Bord waren neben den 54 Mannschaftsmitgliedern 66 Passagiere. Dabei handelte es sich überwiegend um englische Farmer, die ein kleines Vermögen erwirtschaftet hatten und sich auf dieser Grundlage mit ihren Familien in Texas niederlassen wollten. Es waren aber auch einige Schotten und Iren an Bord. Am 23. November wurde die nordspanische Hafenstadt A Coruña erreicht, wo weitere 64 Passagiere zustiegen. Dieses Mal waren es Spanier, die nach Havanna auf Kuba auswandern wollten. Dies sollte nach der bevorstehenden Atlantiküberquerung der nächste Anlaufhafen der Borussia werden. Insgesamt waren nun 184 Menschen an Bord des Dampfers. Zur Ladung gehörten viele schwere Güter, darunter eine große Menge Zinnplatten.
Vier Tage nach dem Verlassen von A Coruña geriet die Borussia in heftigen aus Süd-Südost kommenden Starkwind und schwere See. Dieser Zustand hielt bis zum Abend des 1. Dezember an, als sich der Wind drehte und aus Nord-Nordwest kam. In der Nacht bekam das Schiff mittschiffs ein Leck, durch das kontinuierlich Wasser eindrang. Am Morgen des 2. Dezember, einem Dienstag, stand das Wasser bereits elf Fuß über dem Kiel. Die Mannschaft versuchte das Wasser abzupumpen, doch trotz dieser Bemühungen flutete es den Maschinenraum und löschte die Feuer in den Kesseln, sodass das Schiff nicht mehr gesteuert werden konnte. Die Rettungsboote wurden zum Herablassen fertig gemacht, doch nur die ersten beiden kamen sicher vom Schiff weg. Das dritte Boot, das nur zwei Besatzungsmitglieder an Bord hatte, driftete weg, bevor es weitere Personen aufnehmen konnte. Mindestens ein weiteres Boot kenterte. Bevor weitere Boote gefiert werden konnten, ging die Borussia etwa 350 Meilen südwestlich der Azoreninsel Faial unter. Der größte Teil der Passagiere befand sich zu diesem Zeitpunkt noch an Bord.
In der Dunkelheit und der stürmischen See verloren die Boote schnell den Kontakt zueinander. Eines der Boote, das den Schiffsarzt und neun weitere Besatzungsmitglieder an Bord hatte, wurde am 5. Dezember von dem britischen Segelschiff Mallowdale gefunden, das die Schiffbrüchigen nach Queenstown brachte. Die deutsche Bark Fulda rettete fünf weitere Menschen. Diese 15 Personen waren die einzigen Überlebenden der Borussia. 169 Menschen, darunter Kapitän Roberts und fast alle Offiziere, kamen ums Leben. Es handelte sich um den größten Verlust von Menschenleben beim Untergang eines Schiffs der Dominion Line.